# Waterfall
Waterfall – wieś w Anglii, w Staffordshire, w dystrykcie Staffordshire Moorlands, w civil parish Waterhouses. W 1931 civil parish liczyła 433 mieszkańców.